# Pierre Rayer

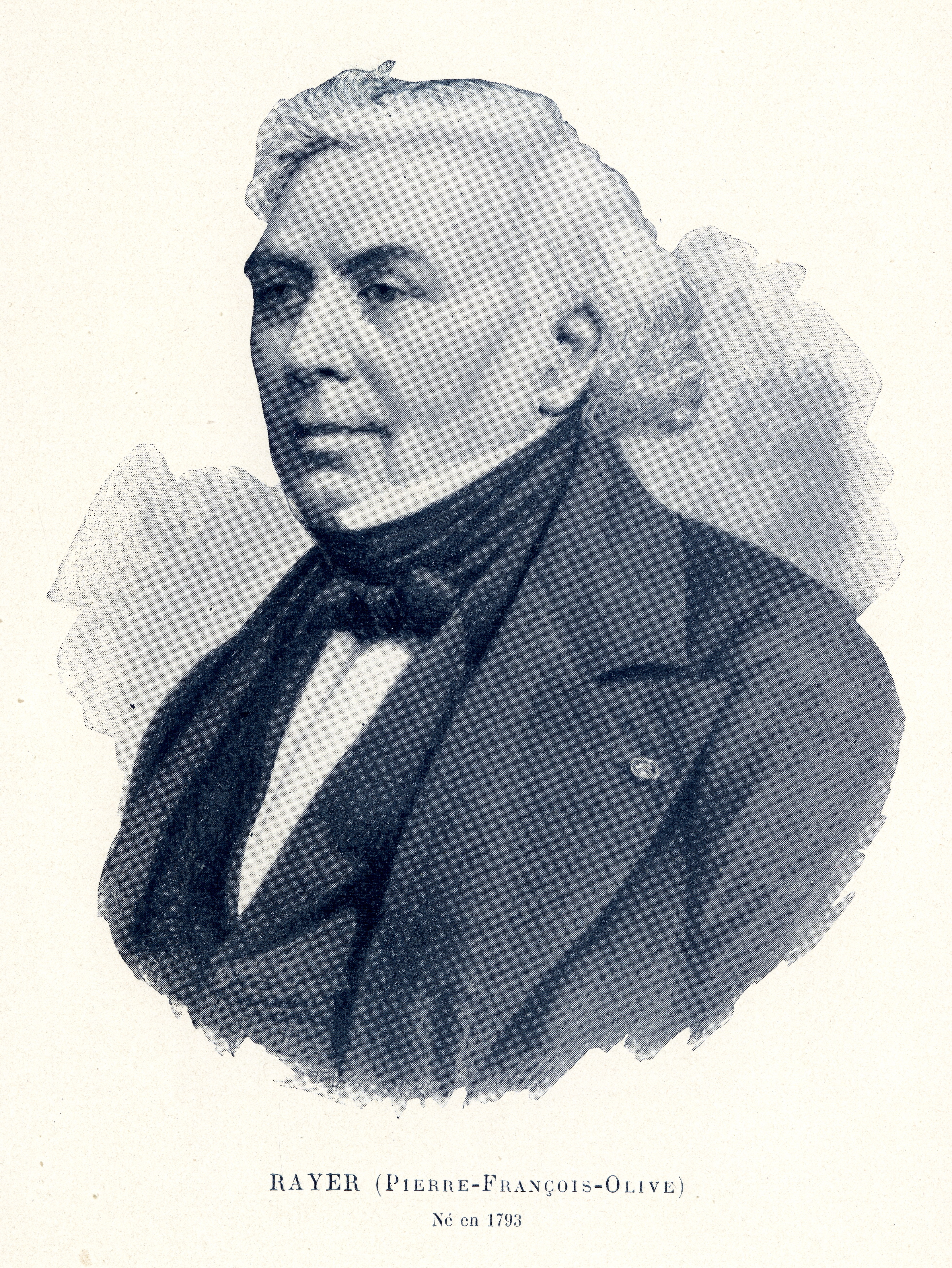
Pierre François Olive Rayer.

Pierre François Olive Rayer, född 7 mars 1793 i Saint-Sylvain, Calvados, död 10 september 1867 i Paris, var en fransk läkare. 
Rayer var professor i jämförande medicin vid fakulteten i Paris samt ordförande i hälsovårdsnämnden och i franska läkarsällskapet. Han stiftade Société de biologie och författade åtskilliga arbeten i medicin, bland annat Le delirium tremens (1819), Traité théorique et pratique des maladies de la peau (tre band, 1826–1827; andra upplagan 1835) och Traité des maladies des reins (tre band, 1839–1841).